# Hologymnosus doliatus
Hologymnosus doliatus е вид бодлоперка от семейство Labridae. Видът не е застрашен от изчезване.

## Разпространение и местообитание
Разпространен е в Австралия, Американска Самоа, Британска индоокеанска територия, Вануату, Гуам, Джибути, Еритрея, Йемен, Индия, Индонезия, Кения, Кирибати, Кокосови острови, Коморски острови, Мавриций, Мадагаскар, Майот, Малайзия, Малдиви, Малки далечни острови на САЩ, Маршалови острови, Мианмар, Микронезия, Мозамбик, Науру, Нова Каледония, Оман, Остров Рождество, Острови Кук, Палау, Папуа Нова Гвинея, Провинции в КНР, Реюнион, Самоа, Саудитска Арабия, Северни Мариански острови, Сейшели, Соломонови острови, Сомалия, Тайван, Тайланд, Танзания, Токелау, Тонга, Тувалу, Уолис и Футуна, Фиджи, Филипини, Шри Ланка, Южна Африка и Япония.
Обитава пясъчните дъна на морета и рифове. Среща се на дълбочина от 1 до 35 m, при температура на водата от 20,8 до 28,6 °C и соленост 34,2 – 35,6 ‰.

## Описание
На дължина достигат до 50 cm.